# رسوایی شنود نیوز آو د ورلد

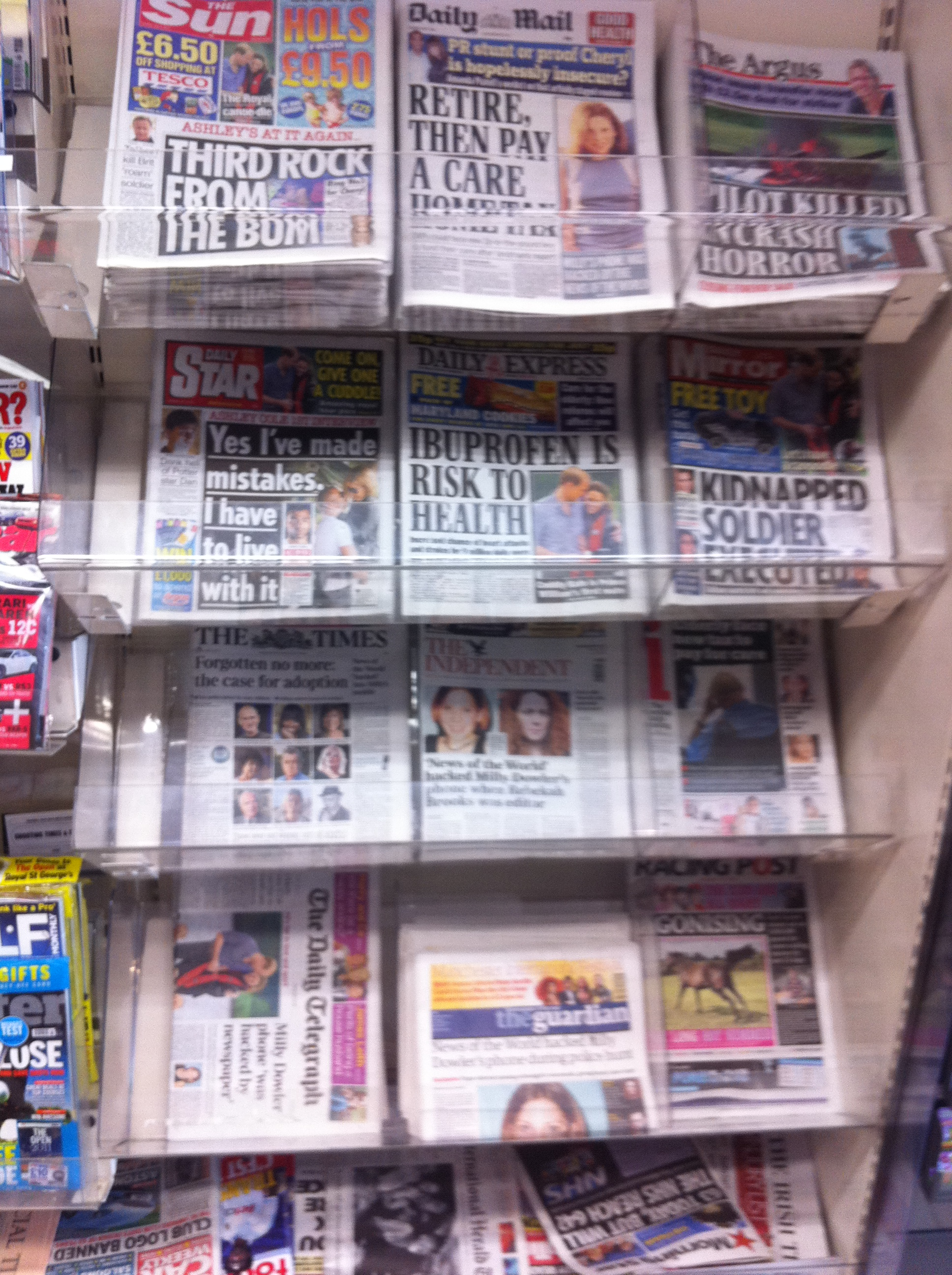
رسوایی شنود نیوز آو د ورد در روزنامه های بریتانیایی - 5 ژوئیه 2011

رسوایی شنود نیوز آو د ورد اشاره به شنود تلفن تعدادی از شخصیت های سیاسی، هنرپیشه‌ها و اعضای دربار در بریتانیا دارد که توسط تعدادی از کارکنان هفته‌نامه نیوز آو د ورلد انجام گرفت. این رسوایی باعث شد روپرت مرداک صاحب شرکت مادر این هفته‌نامه، نیوز کورپوریشن، اقدام به بستن این هفته‌نامه نماید.